# Mefjorden (Berg)
 For alternative betydninger, se Mefjorden. (Se også artikler, som begynder med Mefjorden)
Mefjorden er en af de største og længste fjorde på øen Senja i Troms og Finnmark fylke i Norge. Hele fjorden ligger i Berg kommune. Der er cirka 17 kilometer fra inderst i Mefjordbotn i sydøst til det vide udløb i Norskehavet i nordvest.
Nordøstsiden af fjorden er ubeboet da den er ret utilgængelig, nogle steder med fjeldsider som står ret op fra havet. Inderst i fjorden ligger Mefjordbotn. Langs sydvestsiden går fylkesvej 862, langs fjeldsiden og gennem tunneler og stensskredsoverbyginger. Længere ude på denne side ligger de to fiskevær Senjahopen (308 indb.) og Mefjordvær (154 indb.).
Hele området omkring Mefjorden udgør den nordlige del af Berg kommune og har et samlet folketal på 485 indbyggere, omtrent halvdelen af kommunens befolkning. I 2004 åbnede Geitskartunnelen, som knyttede Mefjorden til resten af kommunen, deriblandt kommunecenteret Skaland. Mellem Senjahopen og Skaland er der i dag knap 15 kilometers bilvej. Før tunnelen kom måtte man køre via Gibostad og Svanelvmoen – en strækning på over 100 kilometer.